# Pavillon olympique de Badalone
Le Pavillon Olympique de Badalone, aujourd'hui connu sous le nom de Palau Municipal d'Esports de Badalona, est une installation sportive de la ville de Badalone consacrée notamment au basket-ball.
Célèbre au niveau international pour les exploits de la Dream Team, l'enceinte accueille aujourd'hui le club Joventut de la ville de Badalone. 

## Histoire
Il est créé pour les Jeux olympiques de Barcelone 1992, où se déroulent les compétitions de basket-ball. 
L'enceinte se rend célèbre pour accueillir la consécration de la Dream Team américaine. 

## Architecture
Le centre sportif est l'œuvre des architectes Esteve Bonell et Francesc Rius, qui gagnent en 1992 le Prix de l'Union européenne pour l'architecture contemporaine Mies-van-der-Rohe.

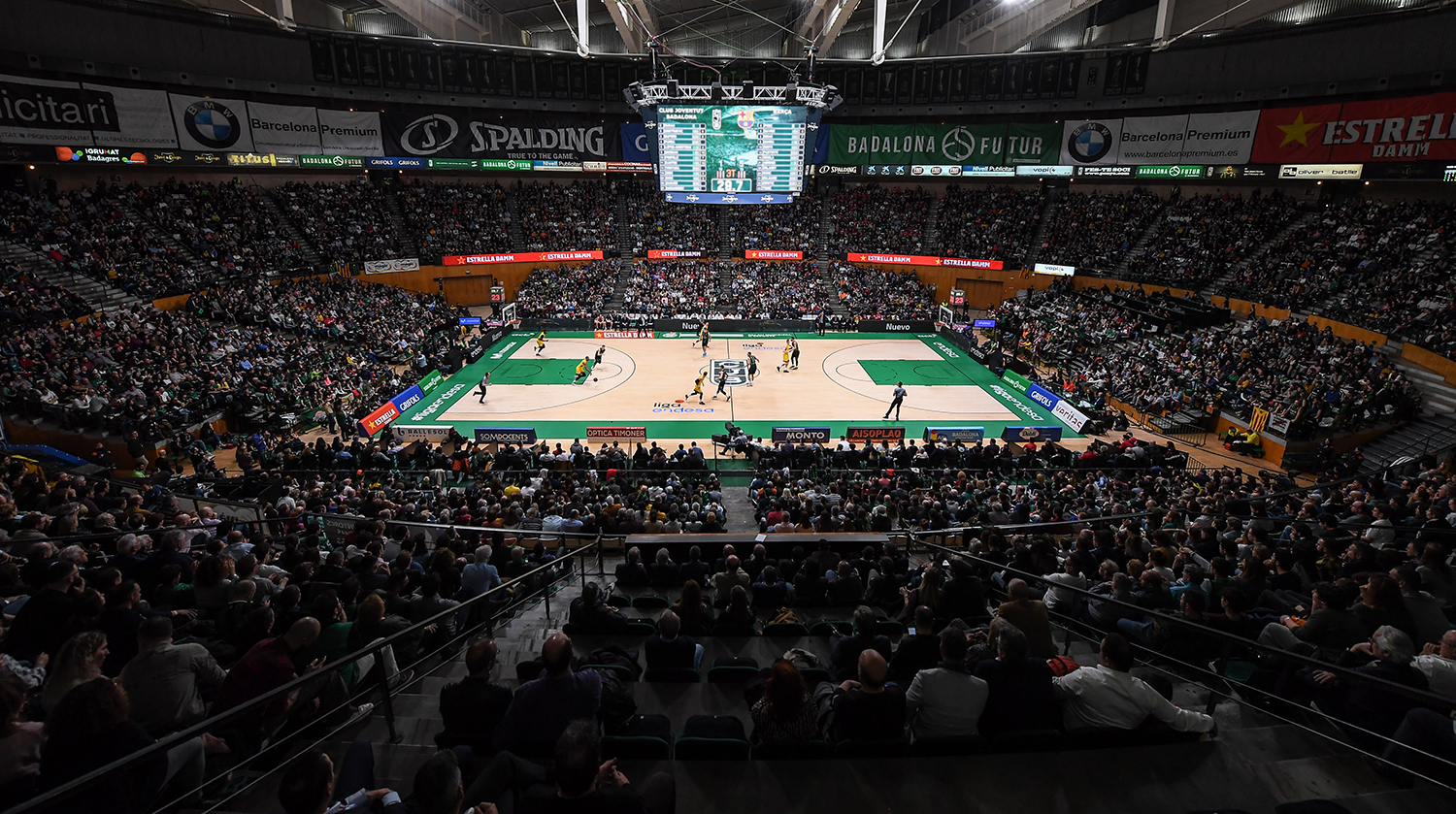
Le Pavillon olympique de la ville de Badalone en décembre 2019.